# Стадион Рикардо Силва
Стадион Рикардо Силва (енгл. Riccardo Silva Stadium) је вишенаменски колеџ стадион у граду Мајами, Флорида, САД. То је домаћи стадион фудбалског тима ФИУ Пантерс и фудбалског тима Мајамија из УСЛ чампионшипа. Стадион је отворен 1995. године и има капацитет од 20.000 места.

## Историја

### ФИУ Kомјунити стадион
ФИУ Kомјунити стадион је био први наменски спортски објекат у школи, који је заменио Тамијами Филд. Изградња је званично почела 24. јула 1994. године, а објекат је отворен 24. септембра 1995. као фудбалски стадион са 7.500 места. Изграђен је као заједничко улагање између ФОЈ, јавних школа округа Мајами-Дејд, паркова Мајами-Дејд и омладинског сајма округа Мајами-Дејд. У ишчекивању прве фудбалске сезоне ФИУ Голден Пантерс  у јесен 2002. године, универзитет је 2001. поставио покретне трибине око стазе за трчање за све временске услове, што је повећало капацитет стадиона на 17.000 места.

### Реновација
| 1995–2001  | 7.500  |
| 2002–2007  | 17.000 |
| 2008–2011  | 18.000 |
| 2012–данас | 20,000 |

Године 2007. универзитет је најавио велико проширење и редизајн стадиона ФИУ. Редизајн стадиона ФИУ би повећао капацитет стадиона на 45.000 навијача, који би се градио у фазама. За прву фазу проширења, школа је срушила велики део првобитног стадиона из 1995. године. Западна, јужна и источна страна ФИУ стадиона су срушене и почела је изградња новог, сталног стадиона. Проширење је завршено у септембру 2008. за фудбалску сезону 2008. Прва фаза повећала је капацитет стадиона са 17.000 навијача на 18.000, укључујући 1.500 клупских места. Током изградње, фудбалски тим ФИУ Голден пантерс из 2007. играо је домаће утакмице у Мајамију Оранџ боул.

### Конкакафов златни куп
Овај стадион је више пута биран да буде стадион домаћин на турниру за Златни куп, фудбалском турниру репрезентација Конкакафа. Током Златног купа 2009.[2] и 2011.[3], овај стадион је био један од стадиона на којима су се играле фудбалске утакмице.
| № | Датум         | Репрезентације      | Резултат | Златни куп  | Посетилаца |
| - | ------------- | ------------------- | -------- | ----------- | ---------- |
| 1 | 10. јул 2009. | Костарика – Канада  | 2 : 2    | Групна фаза | 17.269     |
| 2 | 10. јул 2009. | Салвадор – Јамајка  | 0 : 1    | Групна фаза | 17.269     |
| 3 | 10. јун 2011. | Јамајка – Гватемала | 2 : 0    | Групна фаза | 18.057     |
| 4 | 10. јун 2011. | Гренада – Хондурас  | 1 : 7    | Групна фаза | 18.057     |

## Белешке
1. ↑  ФИУ је избацила реч „Златни“ из свог надимка почев од школске 2010–11..